# 2017 en bande dessinée
| Années de la bande dessinée : 2014 - 2015 - 2016 - 2017 - 2018 - 2019 - 2020    |
| Décennies de la bande dessinée : 1980 - 1990 - 2000 - 2010 - 2020 - 2030 - 2040 |

Cet article présente les faits marquants de l'année 2017 en bande dessinée.

## Événements
- Du 26 au 29 janvier : 44e festival d’Angoulême. Le grand prix est attribué à l'auteur suisse Cosey qui présidera l'édition 2018.
- Du 30 mars au 2 avril : 24e rencontres de la bande dessinée et de l'illustration BD à Bastia.
- Du 1er avril au 28 mai : 14e édition du Rencontres du neuvième art d'Aix-en-Provence.
- Du 3 au 4 juin : 22e Rendez-vous de la bande dessinée d'Amiens.
- Du 9 au 11 juin : 12e édition du Lyon BD festival.
- Du 11 au 13 août : 92e éditions du Comiket à Tokyo (Japon).
- Du 14 au 18 septembre : 13e édition du BD-FIL à Lausanne (Suisse) avec Anna Sommer, invitée d'honneur.
- Du 30 septembre au 1er octobre : Rencontres Chaland à Nérac avec Lorenzo Mattotti, invité d'honneur.
- Du 27 au 29 octobre : 37e Quai des Bulles à Saint-Malo, avec une affiche de Michel Plessix (1959-2017).
- Du 1er au 5 novembre : festival Comics & Games de Lucques (Italie).
- Du 24 au 26 novembre : 34e édition du festival bd BOUM à Blois, avec une affiche de Jean Solé.
- Du 29 au 31 décembre : 93e éditions du Comiket à Tokyo (Japon).

## Nouveaux albums
Voir aussi : Albums de bande dessinée sortis en 2017

### Franco-belge
| Sortie    | Titre                                                                     | Scénariste                           | Dessinateur                         | Coloriste                       | Éditeur                  |
| --------- | ------------------------------------------------------------------------- | ------------------------------------ | ----------------------------------- | ------------------------------- | ------------------------ |
| janvier   | Irena – t. 1 : Le Ghetto                                                  | Jean-David Morvan, Séverine Tréfouël | David Evrard                        | Walter                          | Glénat                   |
| janvier   | Idéal standard                                                            | Aude Picault                         | Aude Picault                        |                                 | Dargaud                  |
| janvier   | Une vie de papa !                                                         | Nicoby                               | Nicoby                              | Nicoby                          | Dargaud                  |
| janvier   | Chronosquad t. 2 : Destination révolution, dernier appel                  | Giorgio Albertini                    | Grégory Panaccione                  | Grégory Panaccione              | Delcourt                 |
| janvier   | Groenland vertigo                                                         | Hervé Tanquerelle                    | Hervé Tanquerelle                   | Isabelle Merlet                 | Casterman                |
| janvier   | Jeux d'ombres - Ni Ange ni maudit t. 2                                    | Loulou Dédola                        | Merwan Chabane                      |                                 | Glénat                   |
| janvier   | Le Spirou de… t. 11 : Le Maître des hosties noires                        | Yann                                 | Olivier Schwartz                    |                                 | Dupuis                   |
| janvier   | Au travail t. 2                                                           | Olivier Josso                        | Olivier Josso                       | Olivier Josso                   | L'Association            |
| janvier   | Infinity 8 t. 1 : Romance et macchabées                                   | Lewis Trondheim et Zep               | Dominique Bertail                   | Dominique Bertail               | Rue de Sèvres            |
| janvier   | Infinity 8 t. 2 : Retour vers le Führer                                   | Lewis Trondheim et Olivier Vatine    | Olivier Vatine                      | Olivier Vatine                  | Rue de Sèvres            |
| janvier   | Duke t. 1 : La Boue et le Sang                                            | Yves H.                              | Hermann                             |                                 | Le Lombard               |
| janvier   | Lucky Luke (vu par…) t. 2 : Jolly Jumper ne répond plus                   | Guillaume Bouzard                    | Guillaume Bouzard                   | Philippe Ory                    | Lucky Comics             |
| janvier   | Culottées t. 2                                                            | Pénélope Bagieu                      | Pénélope Bagieu                     | Pénélope Bagieu                 | Gallimard                |
| janvier   | L'Ogre de Sutter Camp - Undertaker t. 3                                   | Xavier Dorison                       | Ralph Meyer                         | Ralph Meyer et Caroline Delabie | Dargaud                  |
| janvier   | Happy Clem, Gus t. 4                                                      | Christophe Blain                     | Christophe Blain                    |                                 | Dargaud                  |
| février   | Du cinéma pour le dessert                                                 | Rémi Lucas                           | Rémi Lucas                          | noir & blanc                    | FLBLB                    |
| février   | Le Perroquet                                                              | Espé                                 | Espé                                |                                 | Glénat                   |
| février   | Double jeu                                                                | Théo Calméjane                       | Théo Calméjane                      |                                 | Glénat                   |
| février   | Elfes t.16 : Rouge comme la lave                                          | Jean-Luc Istin                       | Kyko Duarte                         | Olivier Héban                   | Soleil Production        |
| février   | Les Cahiers d'Esther t. 2 : Histoires de mes onze ans                     | Riad Sattouf                         | Riad Sattouf                        | Riad Sattouf                    | Allary Éditions          |
| mars      | Infinity 8 t. 3 : L'Évangile selon Emma                                   | Lewis Trondheim et Olivier Balez     | Olivier Balez                       | Olivier Balez                   | Rue de Sèvres            |
| mars      | Irena – t. 2 : Les Justes                                                 | Jean-David Morvan, Séverine Tréfouël | David Evrard                        | Walter                          | Glénat                   |
| mars      | America                                                                   | Nine Antico                          | Nine Antico                         |                                 | Glénat                   |
| avril     | Le profil de Jean Melville                                                | Robin Cousin                         | Robin Cousin                        |                                 | FLBLB                    |
| avril     | Imbattable t. 1 Justice et légumes frais                                  | Pascal Jousselin                     | Pascal Jousselin                    | Laurence Croix                  | Dupuis                   |
| avril     | Isadora                                                                   | Julie Birmant                        | Clément Oubrerie                    |                                 | Dargaud                  |
| avril     | Un certain climat                                                         | René Pétillon                        | René Pétillon                       |                                 | Dargaud                  |
| mai       | Une sœur                                                                  | Bastien Vivès                        | Bastien Vivès                       | noir & blanc                    | Casterman                |
| mai       | Pierre de cristal                                                         | Frantz Duchazeau                     | Frantz Duchazeau                    |                                 | Casterman                |
| mai       | Infinity 8 t. 4 : Guérilla symbolique                                     | Lewis Trondheim et Kris              | Martin Trystram                     | hubert                          | Rue de Sèvres            |
| avril     | Ekhö monde miroir t.6 : Deep South                                        | Christophe Arleston                  | Alessandro Barbucci                 | Nolwenn Lebreton                | Soleil Productions       |
| mai       | Chronosquad t. 3 : Poulet et cervelle de paon à la romaine                | Giorgio Albertini                    | Grégory Panaccione                  | Grégory Panaccione              | Delcourt                 |
| mai       | La Guerre de Catherine                                                    | Julia Billet                         | Claire Fauvel                       | Claire Fauvel                   | Rue de Sèvres            |
| mai       | Elfes t.17 : Le sang noir des Sylvains                                    | Nicolas Jarry                        | Gianluca Maconi                     | Nicola Righi                    | Soleil Production        |
| juin      | Ça va pas durer longtemps mais ça va faire très mal                       | Grégory Jarry                        | Grégory Jarry                       | Grégory Jarry                   | FLBLB                    |
| août      | Artemisia                                                                 | Nathalie Ferlut                      | Tamia Baudouin                      | Tamia Baudouin                  | Delcourt                 |
| août      | Les nouvelles aventures de Lapinot - Un monde un peu meilleur             | Lewis Trondheim                      | Lewis Trondheim                     | Brigitte Findakly               | L'Association            |
| août      | Là où naît la brume                                                       | Christian Perrissin                  | Christophe Gaultier                 | Marie Galopin                   | Rue de Sèvres            |
| août      | L'Aimant                                                                  | Lucas Harari                         | Lucas Harari                        | Lucas Harari                    | Sarbacane                |
| août      | Gold Star Mothers                                                         | Catherine Grive                      | Fred Bernard                        | Fred Bernard                    | Delcourt                 |
| août      | Alexandrin ou l'Art de faire des vers à pieds                             | Pascal Rabaté                        | Alain Kokor                         | Alain Kokor                     | Futuropolis              |
| septembre | La Saga de Grimr                                                          | Jérémie Moreau                       | Jérémie Moreau                      | Jérémie Moreau                  | Delcourt                 |
| septembre | Infinity 8 t. 5 : Le Jour de l'apocalypse                                 | Lewis Trondheim et Davy Mourier      | Lorenzo De Felici                   | Lorenzo De Felici               | Rue de Sèvres            |
| septembre | Ces jours qui disparaissent                                               | Timothé Le Boucher                   | Timothé Le Boucher                  | Timothé Le Boucher              | Glénat                   |
| septembre | Epiphania                                                                 | Ludovic Debeurme                     | Ludovic Debeurme                    | Fanny Michaëlis                 | Casterman                |
| septembre | Chronosquad t. 4 : Concerto en la mineur pour timbales et grosses têtes   | Giorgio Albertini                    | Grégory Panaccione                  | Grégory Panaccione              | Delcourt                 |
| septembre | Équatoria                                                                 | Juan Díaz Canales                    | Rubén Pellejero                     | Rubén Pellejero                 | Casterman                |
| septembre | Elfes t.18 : Alyana                                                       | Olivier Peru                         | Pierre-Denis Goux & Stéphane Bileau | Olivier Héban                   | Soleil Production        |
| septembre | Valérian - Shingouzlooz Inc.                                              | Wilfrid Lupano                       | Mathieu Lauffray                    | Mathieu Lauffray                | Dargaud                  |
| septembre | Rentre dans le moule                                                      | Le Cil Vert                          | Le Cil Vert                         | Le Cil Vert                     | Delcourt                 |
| septembre | Variations                                                                | Blutch                               | Blutch                              | noir & blanc                    | Dargaud                  |
| septembre | Opération Copperhead                                                      | Jean Harambat                        | Jean Harambat                       | Isabelle Merlet                 | Dargaud                  |
| octobre   | Le Petit Nicolas - La bande dessinée originale                            | René Goscinny                        | Jean-Jacques Sempé                  |                                 | IMAV                     |
| octobre   | Et si la France avait continué la guerre - La riposte t. 3                | Jean-Pierre Pécau                    | Jovan Ukropina                      | Tanja Cinna                     | Soleil Productions       |
| octobre   | Calypso                                                                   | Cosey                                | Cosey                               | noir & blanc                    | Futuropolis              |
| octobre   | Les trois jours qui ont changé le monde t. 2 Deuxième jour                | Alexandre Géraudie                   | Alexandre Géraudie                  | Alexandre Géraudie              | FLBLB                    |
| octobre   | Astérix t. 36 Astérix et la Transitalique                                 | Jean-Yves Ferri                      | Didier Conrad                       |                                 | Les Éditions Albert René |
| octobre   | Péyi An Nou - prix 2018 de la BD politique,                               | Jessica Oublié                       | Marie-Ange Rousseau                 | Marie-Ange Rousseau             | Steinkis                 |
| octobre   | Orcs & Gobelins t.1 Turuk                                                 | Jean-Luc Istin                       | Diogo Saïto                         | Diogo Saïto                     | Soleil Productions       |
| octobre   | Elfes t.19 : L'Ermite de l'Ourann                                         | Eric Corbeyran                       | Bojan Vukic                         | Digikore Studios                | Soleil Production        |
| octobre   | Les chemins de Compostelle t. 4 Le vampire de Bretagne                    | Jean-Claude Servais                  | Jean-Claude Servais                 | Raives                          | Dupuis                   |
| novembre  | Les Cahiers d'Esther t. 3 : Histoires de mes douze ans                    | Riad Sattouf                         | Riad Sattouf                        | Riad Sattouf                    | Allary Éditions          |
| novembre  | Les Vieux Fourneaux t. 4 La Magicienne                                    | Wilfrid Lupano                       | Paul Cauuet                         | Paul Cauuet                     | Dargaud                  |
| novembre  | Voyages en Égypte et en Nubie de Giambattista Belzoni t. 1 Premier voyage | Grégory Jarry, Nicole Augereau       | Lucie Castel                        | noir & blanc                    | FLBLB                    |
| novembre  | Ar-Men, l'enfer des enfers                                                | Emmanuel Lepage                      | Emmanuel Lepage                     | Emmanuel Lepage                 | Futuropolis              |
| novembre  | Bug - Livre 1                                                             | Enki Bilal                           | Enki Bilal                          | Enki Bilal                      | Casterman                |
| novembre  | Ekhö monde miroir t.7 : Swinging London                                   | Christophe Arleston                  | Alessandro Barbucci                 | Nolwenn Lebreton                | Soleil Productions       |
| novembre  | Dans la combi de Thomas Pesquet                                           | Marion Montaigne                     | Marion Montaigne                    | Marion Montaigne                | Dargaud                  |
| novembre  | Elfes t.20 : Noirs d'écailles                                             | Marc Hadrien                         | Daniela Di Matteo "Dimat"           | Olivier Héban                   | Soleil Production        |

### Comics
| Sortie     | Titre                                        | Scénariste                    | Dessinateur         | Coloriste        | Éditeur           |
| ---------- | -------------------------------------------- | ----------------------------- | ------------------- | ---------------- | ----------------- |
| 27 janvier | The dark knight returns - The last crusade   | Brian Azzarello, Frank Miller | John Romita Jr.     |                  | Urban Comics      |
| février    | Tout va bien se passer                       | Power Paola                   | Power Paola         | Power Paola      | L'agrume          |
| 3 février  | Batman - Empereur Pingouin                   | John Layman                   | Jay Fabok           |                  | Urban Comics      |
| 3 février  | Dark Night - Une Histoire Vraie              | Paul Dini                     | Eduardo Risso       |                  | Urban Comics      |
| 10 février | Batman et les Tortues Ninja t. 1 Amère Pizza | James Tynion IV               | Freddie Williams II |                  | Urban Comics      |
| 10 février | Cul de sac t. 2                              | Richard Thompson              | Richard Thompson    | Richard Thompson | Urban Comics      |
| 24 février | Batman & Robin t. 7 Le Retour de Robin       | Peter Tomasi                  | Patrick Gleason     |                  | Urban Comics      |
| 10 mars    | The Woods t. 3                               | James Tynion IV               | Michael Dialnynus   |                  | Ankama Éditions   |
| mai        | Demo                                         | Brian Wood                    | Becky Cloonan       |                  | Glénat Comics     |
| mai        | Bitch Planet t. 2 - President bitch          | Kelly Sue DeConnick           | Valentine De Landro |                  | Glénat Comics     |
| juin       | Harrow County t. 3 : Charmeuse de serpents   | Cullen Bunn                   | Tyler Crook         |                  |                   |
| octobre    | Walking Dead t. 28 - Vainqueurs              | Robert Kirkman                | Charlie Adlard      | N&B              | Delcourt          |
| novembre   | Batman: The Dark Prince Charming t. 1        | Enrico Marini                 | Enrico Marini       |                  | Dargaud-DC Comics |

### Mangas
| Sortie    | Titre                                      | Scénariste         | Dessinateur        | Genre  | Éditeur        |
| --------- | ------------------------------------------ | ------------------ | ------------------ | ------ | -------------- |
| février   | Tokyo Kaido t. 1                           | Minetarō Mochizuki | Minetarō Mochizuki | Seinen | Le Lézard noir |
| mars      | Je voudrais être tué par une lycéenne t. 1 | Usamaru Furuya     | Usamaru Furuya     | Seinen | Delcourt       |
| avril     | Museum - Killing in the rain t. 1          | Ryosuke Tomoe      | Ryosuke Tomoe      | Seinen | Pika           |
| mai       | Tokyo Kaido t. 2                           | Minetarō Mochizuki | Minetarō Mochizuki | Seinen | Le Lézard noir |
| mai       | Qui m’a fait caca sur la tête ?            | Oh Yeong Jin       | Oh Yeong Jin       |        | FLBLB          |
| septembre | L'Île errante t. 1                         | Kenji Tsuruta      | Kenji Tsuruta      |        | Ki-oon         |
| septembre | La Forêt millénaire                        | Jirō Taniguchi     | Jirō Taniguchi     |        | Rue de Sèvres  |
| octobre   | Les Enfants de l'araignée                  | Mario Tamura       | Mario Tamura       | Seinen | Casterman      |

### Érotique
| Sortie  | Titre                 | Scénariste        | Dessinateur       | Coloriste | Éditeur  |
| ------- | --------------------- | ----------------- | ----------------- | --------- | -------- |
| février | Sous les étoiles      | Laura Scarpa      | Laura Scarpa      | N&B       | Delcourt |
| mai     | Pas tristes tropiques | Clément Xavier    | Maxime Jeune      | N&B       | FLBLB    |
| mai     | Jardin d'Eden         | Gilbert Hernandez | Gilbert Hernandez |           | Delcourt |
| mai     | Bianca                | Guido Crepax      | Guido Crepax      | N&B       | Delcourt |

## Décès
- Janvier : Hinata Takeda, auteure japonaise ;
- 1er janvier : Alfonso Wong, auteur hong-kongais né en 1923 ;
- 9 janvier : Walther Taborda, dessinateur argentin né en 1965 ;
- 15 janvier : Jean-Luc Vernal, journaliste et scénariste belge de bande dessinée né en 1944 ;
- 17 janvier :
  - Pascal Garray, auteur belge né en 1965 ;
  - Pascal Zanon, dessinateur belge né en 1943 ;
- 18 janvier : Raoul Giordan, dessinateur français né en 1926 ;
- 19 janvier : Jan Kruis, auteur néerlandais né en 1933 ;
- 29 janvier : Dan Spiegle, dessinateur américain né en 1920 ;
- 11 février : Jirō Taniguchi, auteur japonais né en 1946 ;
- 5 mars :
  - Dave Hunt, encreur et coloriste américain né en 1942 ;
  - Jay Lynch, dessinateur américain de comics underground né en 1945 ;
- 12 mars : Murray Ball, auteur néo-zélandais né en 1939 ;
- 16 mars : Skip Williamson, auteur américain né en 1944 ;
- 19 mars : Bernie Wrightson, auteur américain né en 1948 ;
- 26 mars : Chen Uen (en), auteur taïwanais né en 1958 ;
- 30 avril : Jean De Mesmaeker dit Jidéhem, auteur belge né en 1935 ;
- 17 mai : Tor Morisse, auteur norvégien né en 1947 ;
- 19 mai : Rich Buckler, scénariste et dessinateur de comics américain né en 1949 ;
- 21 mai : Larry Wright, auteur américain né en 1940 ;
- 24 mai : Pierre Seron, auteur belge né en 1942 ;
- 10 juin : Malang Santos, auteur philippin né en 1928 ;
- 6 juillet : Landrú, dessinateur argentin né en 1923 ;
- 8 juillet : Bob Lubbers, auteur américain né en 1922 ;
- 10 juillet : Mangesh Tendulkar (en), auteur indien né en 1934 ;
- 12 juillet : Sam Glanzman, dessinateur de comics américain né en 1924 ;
- 21 août : Michel Plessix, dessinateur français né en 1959 ;
- 10 septembre : Len Wein, scénariste et éditeur de comics américain né en 1948 ;
- 25 octobre : Patrick Jusseaume, dessinateur français né en 1951 ;
- 27 novembre : Bob van den Born, illustrateur néerlandais né en 1927 ;
- 19 décembre : Lona Rietschel, auteure allemande née en 1933 ;
- 20 décembre : Annie Goetzinger, auteure française née en 1951.